# Горна Лотарингия
Горна Лотарингия (на латински: Lotharingia Superior) е през Средновековието южната половина на Херцогство Лотарингия.
През 1044 г. император Хайнрих III дава на херцог Готфрид Брадатия за владение само южната половина на страната.
Тази територия съдържа първо днешния френски регион Лотарингия, Саар, западен Пфалц около Цвайбрюкен и Пирмазенс, Люксембург, Мозел от Трир до Кобленц и южен Айфел около Прюм. По-късно Люксембург, Юженайфел и немския Мозел са дадени на Долна Лотарингия.
От Херцогство Горна Лотарингия се създава по-късно Херцогство Лотарингия.

## Херцози на Горна Лотарингия

### Вигерихидиили Арденски дом
Дом Бар:
- Фридрих I от Бар, 959 – 984
- Дитрих I от Бар, 984 – 1026/33
- Фридрих II от Бар, 1019 – 1026 съ-регент
- Фридрих III от Бар, 1027 – 1033

Дом Вердюн:
- Готцело I, 1033 – 1044, обединена с Долна Лотарингия
- Готфрид Брадатия, 1044 – 1046

### Матфриди,Дом Шатеноа
- Адалберт, 1047 – 1048
- Герхард, 1048 – 1070
- Дитрих II, 1070 – 1115
- Симон I, 1115 – 1141 (* 1076; † 13 януари 1138)
- Матиас I, 1141 – 1176
- Симон II, 1176 – 1206
- Фридрих (Фери) I, 1206 – 1207
- Фридрих (Фери) II, 1206 – 1213
- Теобалд I, 1213 – 1220
- Матиас II, 1220 – 1251
- Фридрих (Фери) III, 1251 – 1303
  - Катарина от Лимбург, регентка 1251 – 1255
- Теобалд II, 1303 – 1312
- Фридрих (Фери) IV, 1312 – 1329
- Рудолф, 1329 – 1346
  - Изабела от Австрия, регентка 1329 – 1331
- Йохан I, 1346 – 1390
  - Мария дьо Шатийон, регентка 1346 – 1361
- Карл II, 1390 – 1431
- Изабела († 1453), негова дъщеря, ∞ 1420 Рене I от Анжу, граф на Гиз, 1419 или, 1430 граф на Бар († 1480)

### Млад дом Анжу
- Рене I, 1431 – 1453, 1434 от имп. Сигизмунд
- Йохан II, 1453 – 1471
- Николаус I, 1471 – 1473
- Йоланда, 1473 – 1483, ∞ Фридрих II от Водемон

### Лотарингски дом или Водемон
- Рене II, 1473 – 1508
- Антон II, 1508 – 1544, негов син
- Франц I, 1544 – 1545, негов син
- Карл III, 1545 – 1608, негов син
  - Христина Датска, регентка 1545 – 1552
  - Николас de Lorraine, duc de Mercœur|Николаус, херцог на Mercoeur, регент 1552 – 1559
- Хайнрих II, 1608 – 1624, син на Карл III
- Никол, 1624 до 21 ноември 1625, († 1657), негова дъщеря
- Карл IV, неин съпруг, от 1624 (uxor nomine)
- Франц II, 21 – 26 ноември 1625, брат на Хайнрих II
- Карл IV, от 26 ноември 1625 до 19 януари 1634
- от 1634 до 1697 упр. крал на Франция понякога с назначени херцози
- Николаус II Франц, 19 януари до 1 април 1634, брат на Карл IV
- 1634 – 1641 под френска окупация
- Карл IV, април до юли 1641 (2. път)
- 1641 – 1659 под френска окупация
- Карл IV, 1659 – 1670 (3. път), 1670 – 1675 титуларски
- 1670 – 1697 под френска окупация
- Карл V, 1675 – 1690, син на Николаус II, титулархерцог
- Леополд, 1690 – 1697 (Титулархерцог), 1697 – 1729 херцог
- Франц III Стефан, 1729 – 1736, 1736 велик херцог на Тоскана, 1745 като Франц I император на Св. Римска имп., съпруг на императрица Мария Тереза